# (3260) Vizbor
(3260) Vizbor ist ein ungefähr siebeneinhalb Kilometer großer Asteroid des inneren Hauptgürtels, der am 20. September 1974 von der ukrainischen, damals sowjetischen, Astronomin Ljudmyla Schurawlowa am Krim-Observatorium (Zweigstelle Nautschnyj) auf der Halbinsel Krim (IAU-Code 095) entdeckt wurde.

## Benennung
Der Asteroid ist nach Juri Iossifowitsch Wisbor (1934–1984), einem bekannten sowjetischen Journalisten, Dichter, Schauspieler, Produzenten und Barden, benannt. Als Name wurde die englische Transkription des Familiennamens – Vizbor (im russischsprachigen Original „Визбор“) – verwendet.